# Доходное место

Сцена из спектакля «Доходное место» А. Н. Островского Малый театр. 1863 (Жадов — С. В. Шумский, Юсов — П. М. Садовский, Белогубов — А. А. Рассказов)

«Доходное место» — пьеса в пяти действиях Александра Николаевича Островского.
Напечатана в журнале «Русская беседа», № 1, 1856 г.; в этом же году вышла отдельным изданием. Однако к постановке в театрах не была допущена. Лишь через шесть лет — 27 сентября 1863 г. — впервые поставлена в Петербурге, на сцене Александринского театра, в бенефис артистки Левкеевой; в московском Малом театре — 14 октября того же года, в бенефис артистки Васильевой.

## История создания
Летом 1856 года Александр Островский отправился в путешествие к истокам Волги. Случилось дорожное несчастье: лошади понесли, тарантас перевернулся. Несколько месяцев он лежал со сложными переломами и написал пьесу с броским и выразительным названием «Доходное место».

## Персонажи
- Аристарх Владимирыч Вышневский, одряхлевший старик, с признаками подагры[2].
- Анна Павловна, жена его, молодая женщина.
- Василий Николаич Жадов, молодой человек, племянник его.
- Мыкин, его приятель, учитель.
- Аким Акимович Юсов, старый чиновник, служащий под начальством Вышневского.
- Анисим Панфилович Белогубов, молодой чиновник, подчиненный Юсову.
- Антон, человек в доме Вышневского.
- Досужев
- Мальчик
- Фелисата Герасимовна Кукушкина, вдова коллежского асессора.
- Юлинька, дочь Кукушкиной
- Полина, дочь Кукушкиной
- Стеша, горничная девушка.

## Сюжет
В центре сюжета пьесы стоит молодой чиновник Жадов, амбициозный, но придерживающийся идеалистических взглядов. Он не желает выслуживаться, угождать, брать взятки, льстить, пользоваться протекцией. Он готов жить пусть и бедно, но честно. По мере развития сюжета Жадов подвергается всё большему давлению окружающих, считающих, что материальное благополучие важнее принципов, Жадов всё чаще ссорится с женой Полиной из-за денег. В последнем акте герой уступает жене и идёт просить доходного места, но подвергается насмешкам над «слабым поколением» и в итоге его принципиальность возобладает. Жадов сообщает, что в каждом поколении есть честные люди, и если его жена тяготится бедностью, то он её отпускает. Полина уверяет, что и не собиралась покидать его, а только следовала советам родных. Жадовы прощаются и уходят.
Я хочу сохранить за собой дорогое право глядеть всякому в глаза прямо, без стыда, без тайных угрызений, читать и смотреть сатиры и комедии на взяточников и хохотать от чистого сердца, откровенным смехом.Жадов

## Некоторые известные постановки
- Первая постановка — 1857 в Казанском театре (антреприза Милославского; Жадов — Дудукин, Юсов — Виноградов, Кукушкина — Стрелкова 1-я)[3].
- 14 октября 1863 — в Малом театре поставлена в бенефис Е. Н. Васильевой[4]. Режиссёр Богданов, Вышневский — Дмитревский, Вышневская — Васильева, Жадов — Шумский, Мыкин — Колосов, Юсов — П. Садовский, Белогубов — Рассказов, Кукушкина — Акимова, Юлинька — А. П. Савина, Полина — Колосова, Досужев — В.Ленский) (1907; реж. Н. Попов, Вышневский — Айдаров, Вышневская — Яблочкина, Жадов — Остужев, Юсов — К. Рыбаков, Белогубов — Н. Яковлев, Кукушкина — О. Садовская, Досужев — М. Садовский.
- 1929 — Армянский театр имени Сундукяна в постановке Рубена Симонова (Вышневский — Вартанян, Кочарян, Жадов — Г. Нерсесян, Юсов — Манвелян, Белогубов — Вагаршян, Кукушкина — Гулазян, Юлинька — Гарагаш, Полина — Р. Вартанян)[5].
- 1948 — Малый театр в постановке К. А. Зубова, совместно с В. И. Цыганковым. (Н. А. Анненков исполнял роли Жадова и Белогубова[6]; Вышневский — M. Ленин, Н. Комиссаров, С. Межинский, Вышневская — Е. Гоголева, Жадов — М. Царёв, Юсов — И. Ильинский, Кукушкина — В. Пашенная, Е. Турчанинова, Е. Шатрова, В. Рыжова, Полина — О. Хорькова), Досужев — А. Дикий
- 1967 — Московский театр Сатиры в постановке Марка Захарова (в роли Жадова — Андрей Александрович Миронов, Юлинька — Татьяна Николаевна Егорова). Энциклопедия Кругосвет об этой постановке:Известность Захарову принес поставленный в этом театре спектакль «Доходное место» А.Островского (1967). Режиссёр и художник В.Левенталь поместили Жадова (А.Миронов) «в лабиринт бесконечных дверей, стульев, столов, поставленных на два круга, один внутри другого». Герой петлял в лабиринте вращавшихся кругов в поисках выхода. «Понять жизнь» здесь означало «освоиться в сценическом пространстве». … После раннего и горького опыта с запрещенным спектаклем Доходное место Захаров словно зарекся ломиться в закрытые двери, но выучился входить в открытые[7].

Эта постановка была запрещёна «за надругательство над русской классикой, за скрытую и явную ассоциативность».
- 1986 — филиал Малого театра в постановке В. Бейлиса. Вышневский — А. Кочетков, Н. Верещенко; Жадов — А. Харитонов; Юсов — Р. Филиппов; Белогубов — В. А. Дубровский; Полина — С. Аманова, О. Пашкова; Досужев — В. Борцов; чиновник — К. Дёмин; Стеша  — А. Жарова, и др.)
- 2003 — Театр «Сатирикон» в постановке Константина Райкина.[9]. 2022 — Алтайский Государственный Музыкальный Театр.

2022- Костромской государственный драматический театр им. А. Н. Островского
2022 Калининградский областной драматический театр — постановка народного артиста России М.Салеса, премьера 08.10.2022
| Аристарх Владимирыч Вышневский    | Василий Швечков мл.                                     |
| Анна Павловна, его жена           | Елена Носырева                                          |
| Василий Николаевич Жадов          | Андрей Вареницын                                        |
| Аким Акимыч Юсов                  | заслуженный артист Республики Марий Эл Александр Егоров |
| Онисим Панфилыч Белогубов         | Алексей Переберин, Максим Пацерин                       |
| Фелисата Герасимовна Кукушкина    | Наталья Салес                                           |
| Юлинька                           | Ярослава Бурлакова, Александра Черных                   |
| Полина                            | Анастасия Землянская                                    |
| Стеша, их служанка                | Лариса Егорова                                          |
| Досужев                           | Владимир Корчуков                                       |
| Мыкин, приятель Жадова            | Виктор Вальченко                                        |
| Антон, человек в доме Вышневского | Владислав Лепин                                         |
| Василий, половой                  | Павел Самоловов                                         |

## Экранизации
- 1981 — «Вакансия» — фильм режиссёра Маргариты Микаэлян
- 2008 — «Взятки гладки» — фильм режиссёра Игоря Масленникова